# Hellmans Drengar
Hellmans Drengar är en svensk manskör som grundades 1994 i Göteborg. Kören är uppkallad efter Allan Hellman och leds sedan 1994 av Claes Nyström.
År 1994 startades kören med åtta medlemmar. Numer består kören av drygt 50 personer. Repertoaren är mycket blandad. Varje år håller kören ett flertal konserter. I egen regi arrangeras bland annat vår- och julkonserter, de senare enbart hållna i Göteborg. Julkonserterna 2008 drog en publik på drygt 3 000 personer. Kören har under senare år varit ett återkommande inslag vid de regnbågsmässor som hålls i Göteborg. För kärlekens skull är en återkommande konsert som ges i Göteborgs Domkyrka på Alla hjärtans dag den 14 februari varje år.
Namnet på kören är inspirerat av Allan Hellman. Han var gjuteriingenjör från Lysekil och var den som 1950 tog initiativet till bildandet av en svensk riksorganisation för homosexuella. Den 17 februari 1951 grundade Allan Hellman "Friend's Club" i Göteborg.

## Återkommande produktioner

### Vårkonserter
- 2010 - Sommarlovligt - En gränslös hyllningskonsert till den gröna, sköna svenska sommaren.
- 2009 - Världsligt - Jorden runt på 17 sånger [3]
- 2008 - Karlakarlar [4][5]

### Julkonserter
- 2009 - Lorensbergsteatern [6]
- 2008 - Storan [7]
- 2007 - Konserthuset [8]

## Diskografi
- 2005 - Ett Hellmans Liv(e)

## Media
- 2008 - Bingolotto [9]